# Кобец, Сергей Спиридонович
Сергей Спиридонович Кобец (5 июня 1903 — 17 апреля 1953) — советский военный деятель, генерал-майор, участник Великой Отечественной войны.

## Биография
Сергей Спиридонович Кобец родился 5 июня 1903 года в городе Екатеринославе (ныне — Днепр, Украина). В 1921 году окончил сельскохозяйственный техникум. В 1925 году был призван на службу в Рабоче-Крестьянскую Красную Армию. В 1930 году окончил Одесскую артиллерийскую школу имени М. В. Фрунзе, в 1936 году — артиллерийский сектор Специализированных классов командного состава Военно-морских сил Красной Армии. Служил в различных частях береговой обороны на командных должностях. В декабре 1940 года был назначен начальником артиллерийского сектора Военно-морской базы Ханко на Балтийском флоте. Здесь его застало начало Великой Отечественной войны.
С началом боевых действий Кобец организовал на Ханко ряд новых батарей калибром 45 и 100 миллиметров. Ему удалось обеспечить артиллерийским огнём успешное проведение десантных операций по захвату финских островов, причём зачастую он лично корректировал огонь с наблюдательных вышек, рискуя собственной жизнью. Взаимодействие артиллерии с сухопутными частями и зенитной артиллерией, налаженное при активном участии Кобца, позволило успешно отражать вражеские атаки на сухопутном участке. Батареи сектора за период обороны Ханко провели более 2 тысяч боевых стрельб, нанеся финским частям огромные потери.
После того, как советские части были выведены с Ханко в Ленинград, в январе 1942 года Кобец был назначен помощником по артиллерии командира 101-й морской бригады железнодорожной артиллерии. Большое внимание уделял вопросам сохранения живучести материальной части бригадной артиллерии, её постоянной готовности к боевым действиям. В преддверии операции по прорыву блокады Ленинграда на него была возложена задача осуществить развёртывание батарей Северной артиллерийской группы на новых огневых позициях и поддержать действия сухопутных частей на данном участке. В ходе боевых действий 12-18 января 1943 года батареи под его командованием вели огонь по узлам сопротивлениям противника, его живой силе и батареям, расчищая путь наступающим частям Ленинградского фронта. Успешно действовала артиллерия 101-й бригады и в ходе операции по окончательному снятию блокады Ленинграда, в ходе которой она подавила 249 батарей и орудия, уничтожила 2 танка, 2 автоколонны, 2 командно-наблюдательных пункта, вызвала 15 взрывов и 6 пожаров в расположении вражеских частей.
В мае 1944 года Кобец был назначен командиром 1-й гвардейской морской железнодорожной артиллерийской бригады Балтийского флота. На этой должности он участвовал в операции по разгрому финских войск на Карельском перешейке. Артиллерия под командованием Кобца успешно вела контрбатарейную борьбу, дезорганизовывала работу тыла и движение по тыловым дорогам противника. Когда Финляндия прекратила сопротивление, бригада была переброшена в Прибалтику. В боях за Кёнигсберг и Земландский полуостров Кобец лично руководил частями железнодорожной артиллерии. В результате действий подчинённых ему подразделений было подавилено 24 батареи, уничтожено 3 узла сопротивления, 1 военный завод, 14 автомашин, 19 скоплений боевой техники и живой силы.
После окончания войны продолжал службу в Военно-морском флоте СССР. Был инспектором, старшим инспектором в Главной инспекции Военно-морских сил. Скончался 17 апреля 1953 года, похоронен на Ваганьковском кладбище Москвы.

## Награды
- Орден Ленина (1951);
- 3 ордена Красного Знамени (8 июля 1944 года, 30 апреля 1945 года, 30 апреля 1946 года);
- Орден Нахимова 1-й степени (24 мая 1945 года);
- Орден Александра Невского (3 февраля 1943 года);
- Орден Отечественной войны 1-й степени (3 февраля 1944 года);
- 2 ордена Красной Звезды (1 января 1942 года, 3 ноября 1944 года);
- Медали «За оборону Ленинграда», «За взятие Кёнигсберга» и другие медали.